# Sartilly-Baie-Bocage
Sartilly-Baie-Bocage es una comuna nueva francesa situada en el departamento de Mancha, de la región de Normandía.

## Historia
Fue creada el 1 de enero de 2016, en aplicación de una resolución del prefecto de Mancha de 14 de diciembre de 2015 con la unión de las comunas de Angey, Champcey, La Rochelle-Normande, Montviron y Sartilly, pasando a estar el ayuntamiento en la antigua comuna de Sartilly.

## Demografía
| Gráfica de evolución demográfica de Sartilly-Baie-Bocage entre 1800 y 2013 |
|                                                                            |

Los datos entre 1800 y 2013 son el resultado de sumar los parciales de las cinco comunas que forman la nueva comuna de Sartilly-Baie-Bocage, cuyos datos se han cogido de 1800 a 1999, para las comunas de Angey, Champcey, La Rochelle-Normande, Montviron y Sartilly de la página francesa EHESS/Cassini. Los demás datos se han cogido de la página del INSEE.

## Composición
| Comuna delegada      | Código INSEE | Población (2013) | Superficie (km²) | Densidad (hab./km²) |
| -------------------- | ------------ | ---------------- | ---------------- | ------------------- |
| Angey                | 50009        | 255              | 2.47             | 103                 |
| Champcey             | 50116        | 224              | 3.24             | 69                  |
| La Rochelle-Normande | 50434        | 322              | 7.53             | 43                  |
| Montviron            | 50355        | 353              | 5.91             | 60                  |
| Sartilly             | 50565        | 1589             | 11.53            | 138                 |